# 奥兹曼迪亚斯巨像

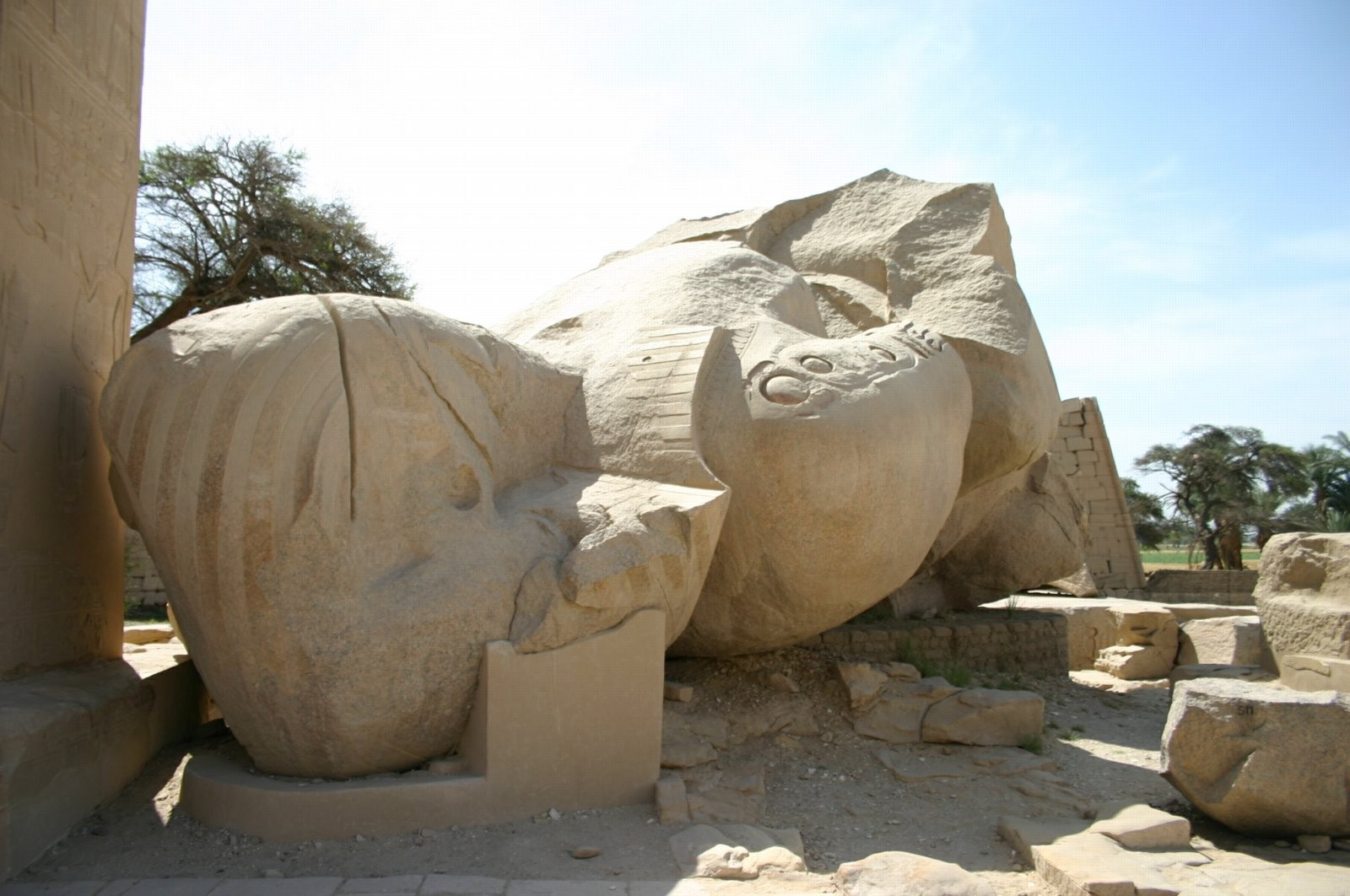
奥兹曼迪亚斯巨像

奥兹曼迪亚斯巨像一般被认为是拉美西斯二世神庙第二大厅前倒塌的一座拉美西斯二世坐像残片。这尊坐像由一整块花岗岩制成，在刚建成时，整个雕像有20米高，重约1000吨。在当时为了将它从270公里之外的采石场运到神庙，动用了1000个人力和200头公牛，制造这尊坐像的的花岗岩也有可能是近代以前人类搬运过的最重的石头。

## 艺术创作

### 诗人雪莱
1818年，英国诗人雪莱在他的名作《奥兹曼迪亚斯》中曾经提到过这尊著名的雕像，
原文如下：
《奥兹曼迪亚斯》
我遇见一位来自古国的旅人
他说：有两条巨大的石腿
半掩于沙漠之间
近旁的沙土中，有一张破碎的石脸
抿着嘴，蹙着眉，面孔依旧威严
想那雕刻者，必定深谙其人情感
那神态还留在石头上
而斯人已逝，化作尘烟
看那石座上刻着字句：
“我是万王之王，奥兹曼斯迪亚斯
功业盖物，强者折服”
此外，荡然无物
废墟四周，唯余黄沙莽莽
寂寞荒凉，伸展四方